# M5高速公路 (巴基斯坦)
M5高速公路（英語：M5 motorway） 是巴基斯坦一条在建的南北向高速公路，连接木尔坦和苏库尔两地，全长392千米。
M5高速公路是中巴经济走廊规划下的白沙瓦至卡拉奇高速公路多阶段建设工程的一部分。

## 历史
20世纪90年代初，纳瓦兹•谢里夫政府对M5高速公路的走线进行了规划设计，计划以该条高速公路将木尔坦和苏库尔两城连接起来。2014年7月，中巴两国政府批准了耗资约66亿美元的M5高速公路建设计划，该工程90%的投入由中国的国有商业银行提供利率为1.6%的贷款，其余10%资金由巴基斯坦政府的公共部门发展计划自行筹措资金。
2016年1月，巴基斯坦政府与中国建筑工程总公司签订了高速公路建造合约，预计工期至2017年12月，工程预算29.9亿美元。2016年5月6日，巴基斯坦总理纳瓦兹•谢里夫宣布M5高速公路开工。

## 路线
巴基斯坦M5高速公路总里程为392千米，采双向六车道设计。M5高速公路起于木尔坦，途径贾拉尔普尔、皮尔瓦拉、艾哈迈德布尔东、拉希姆亞爾汗、萨迪卡巴德、乌巴罗、帕诺阿基尔，终于蘇庫爾。全线设置服务区12个、休息区10个、互通式立交11个、立交桥10个以及地下通道426个。